# دار الأمير (السياني)

تعديل مصدري - تعديل

دار الأمير محلة تابعة لقرية ايهار، التابعة لعزلة عميد الداخل بمديرية السياني إحدى مديريات محافظة إب في الجمهورية اليمنية.، بلغ تعداد سكانها 93 حسب تعداد اليمن لعام 2004.